# Cercle sportif Makiso
Maillots
Actualités
Le Cercle sportif Makiso est un club de football congolais basé à Kisangani.
Le club participe à plusieurs reprises à la Ligue 2 (la seconde division congolaise).

## Entraîneurs
- 2014 :  Adel Mohamed Osman[1],[2],[3]